# 미나미칸바라군

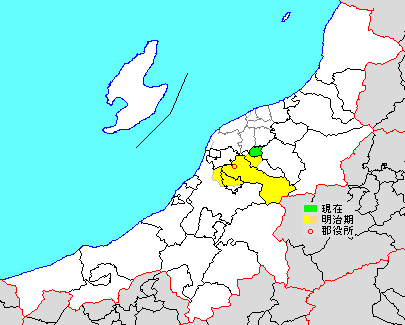
미나미칸바라군의 위치

미나미칸바라군(일본어: 南蒲原郡, みなみかんばらぐん)은 일본 니가타현의 군이다.
인구 10,375명, 면적 31.71km², 인구밀도 327명/km².(2025년 3월 1일, 추계인구)
이하 1정으로 구성된다.
- 다가미정(田上町)

## 군역
1879년 행정 구역으로 출범 당시의 군역은 위의 1정 외에 아래의 구역에 해당한다.
- 산조시
- 나가오카시의 일부
- 가모시의 일부
- 미쓰케시의 일부
- 쓰바메시의 일부

## 역사
1878년에 제정된 군구정촌 편제법에 의해서 구 간바라군을 기타칸바라군, 나카칸바라군, 히가시칸바라군, 니가타구, 니시칸바라군, 미나미칸바라군의 6개로 분할해 성립하였다.
- 1889년 4월 1일 - 정촌제 시행으로 아래의 정촌이 발족.(4정 53촌)

- 산조정(三条町): 현 산조시
- 이치노키도촌(一ノ木戸村): 현 산조시
- 우라다테촌(裏館村): 현 산조시
- 가미바야시촌(上林村): 현 산조시
- 아사히촌(旭村): 현 산조시
- 쓰카노메촌(塚野目村): 현 산조시
- 오쓰키촌(大槻村): 현 산조시
- 니시오사키촌(西大崎村): 현 산조시
- 히가시오사키촌(東大崎村): 현 산조시
- 호나이촌(保内村): 현 산조시
- 게조촌(下条村): 현 가모시
- 가모정(加茂町): 현 가모시
- 가신촌(加新村): 현 가모시
- 세바구치촌(狭口村):현 가모시
- 다가미촌(田上村): 현 다가미정
- 하뉴다촌(羽生田村): 현 다가미정
- 요코바촌(横場村): 현 다가미정
- 호묘촌(保明村): 현 다가미정
- 오지마촌(大島村): 현 산조시
- 스고로촌(須頃村): 현 산조시, 쓰바메시
- 사사오카촌(笹岡村): 현 산조시
- 나가호리촌(長堀村): 현 산조시
- 오우라촌(大浦村): 현 산조시
- 다카시마촌(高島村): 현 산조시
- 요쓰자와촌(四ツ沢村): 현 산조시
- 모토시타다촌(本下田村): 현 산조시
- 마에타니촌(前谷村): 현 산조시
- 도타니촌(外谷村): 현 산조시
- 혼조촌(本城村): 현 산조시
- 쓰키다촌(槻田村): 현 산조시
- 가네코촌(金子村): 현 산조시
- 오고세촌(小古瀬村): 현 산조시
- 후쿠다촌(福多村): 현 산조시
- 오니키촌(鬼木村): 현 산조시
- 오사키촌(尾崎村):현 산조시
- 고카촌(五加村): 현 산조시
- 오가타촌(大潟村): 현 산조시
- 시오촌(四王村): 현 산조시
- 오비오리촌(帯織村): 현 산조시
- 사카이촌(坂井村): 현 미쓰케시
- 시모세키촌(下関村): 현 미쓰케시
- 산바야시촌(三林村):현 미쓰케시
- 이마정(今町): 현 미쓰케시
- 니가타촌(新潟村): 현 미쓰케시
- 미쓰케정(見附町): 현 미쓰케시
- 쇼가와촌(庄川村): 현 미쓰케시
- 소토도리촌(外通村): 현 미쓰케시
- 스기사와촌(杉沢村): 현 미쓰케시
- 구즈마키구미촌(葛巻組村): 현 미쓰케시
- 나카노시마촌(中之島村): 현 나가오카시
- 가미도리촌(神通村): 현 나가오카시
- 나카도리촌(中通村): 현 나가오카시
- 나카노촌(中野村): 현 나가오카시
- 주조촌(中条村): 현 나가오카시
- 신조촌(信条村): 현 나가오카시
- 산누마촌(三沼村): 현 나가오카시
- 사이쇼촌(西所村): 현 나가오카시

- 1890년 8월 22일 - 구즈마키구미촌의 일부가 분리되어 고와케촌(郷分村), 잔여부가 분리되어 이즈모촌(出面村)이 발족.(4정 54촌)
- 1891년 7월 17일 - 오고세촌이 개칭하여 야마토촌(大和村)이 됨.
- 1892년 12월 9일(4정 55촌)
  - 오쓰키촌의 일부가 분리되어 이구리촌(井栗村)이 발족.
  - 오쓰키촌의 일부가 쓰카노메촌에 편입.
- 1899년 9월 15일 - 오가타촌·시오촌이 합병하여, 새로이 오가타촌이 발족.(4정 54촌)
- 1901년 11월 1일 - 아래의 정촌이 신설합병으로 통합되었다.(4정 18촌)

- 산조정 ← 산조정, 이치노키도촌
- 가모정 ← 가모정, 세바구치촌, 가신촌
- 구리바야시촌(栗林村) ← 가미바야시촌, 아사히촌
- 이구리촌 ← 이구리촌, 쓰카노메촌, 오쓰키촌［西潟·下谷地］
- 오사키촌(大崎村) ← 오쓰키촌［敦田·三ツ柳·牛ケ島］, 니시오사키촌, 히가시오사키촌, 保内村
- 혼조지촌(本成寺村) ← 혼조촌, 쓰키다촌, 가네코촌
- 오지마촌 ← 오지마촌, 스고로촌
- 쇼가와촌 ← 쇼가와촌, 소토도리촌, 스기사와촌
- 구즈마키촌(葛巻村) ← 고와케촌, 이즈모촌
- 사카이촌 ← 사카이촌, 시모세키촌, 산바야시촌
- 다가미촌 ← 다가미촌, 하뉴다촌, 요코바촌, 호묘촌
- 나가사와촌(長沢村) ← 사사오카촌, 나가호리촌, 오우라촌, 다카시마촌
- 모리마치촌(森町村) ← 요쓰자와촌, 모토시타다촌, 마에타니촌(일부)
- 가토게촌(鹿峠村) ← 마에타니촌(일부), 도타니촌
- 후쿠지마촌(福島村) ← 야마토촌, 후쿠다촌, 오니키촌, 오사키촌(尾崎村), 고카촌
- 오모촌(大面村) ← 오가타촌, 오비오리촌
- 나카노시마촌 ← 나카노시마촌, 가미도리촌, 나카도리촌, 나카노촌, 주조촌, 신조촌, 사이쇼촌, 산누마촌

- 1920년 10월 1일 - 우라다테촌이 산조정에 편입.(4정 17촌)
- 1925년 4월 1일 - 사카이촌이 이마정에 편입.(4정 16촌)
- 1927년 10월 1일 - 구리바야시촌의 일부가 산조정, 잔여부가 이구리촌에 분할편입.(4정 15촌)
- 1934년
  - 1월 1일 - 산조정이 시제 시행으로 산조시(三条市)가 되어, 군에서 이탈.(3정 15촌)
  - 2월 1일 - 쇼가와촌이 미쓰케정에 편입.(3정 14촌)
- 1951년 6월 1일 - 이구리촌이 산조시에 편입.(3정 13촌)
- 1953년 10월 10일 - 미쓰케정이 고시군 기타다니촌을 편입.
- 1954년
  - 3월 10일 - 게조촌이 가모정에 편입. 가모정은 당일 시제 시행으로 가모시(加茂市)가 되어, 군에서 이탈.(2정 12촌)
  - 3월 31일 - 구즈마키촌·니가타촌이 미쓰케정에 편입. 미쓰케정은 당일 시제 시행으로 미쓰케시(見附市)가 되어, 군에서 이탈.(1정 10촌)
  - 11월 1일 - 혼조지촌·오사키촌이 산조시에 편입.(1정 8촌)
- 1955년
  - 1월 1일 - 오지마촌이 산조시에 편입.(1정 7촌)
  - 3월 31일 - 나가사와촌·모리마치촌·가토게촌이 합병하여 시타다촌(下田村)이 발족.(1정 5촌)
- 1956년 9월 30일(4촌)
  - 이마정이 미쓰케시에 편입.
  - 후쿠지마촌과 오모촌이 합병하여 사카에촌(栄村)이 발족.
- 1960년 4월 1일 - 사카에촌의 일부가 산조시에 편입.
- 1973년 8월 1일 - 다가미촌이 정제 시행으로 다가미정(田上町)이 됨.(1정 3촌)
- 1981년 10월 1일 - 사카에촌이 정제 시행으로 사카에정(栄町)이 됨.(2정 2촌)
- 1986년 10월 1일 - 나카노시마촌이 정제 시행으로 나카노시마정(中之島町)이 됨.(3정 1촌)
- 2005년
  - 4월 1일 - 나카노시마정이 나가오카시에 편입.(2정 1촌)
  - 5월 1일 - 사카에정·시타다촌이 산조시와 합병하여, 새로이 산조시가 발족.(1정)

## 같이 보기
- 간바라군
- 나카칸바라군
- 히가시칸바라군
- 니시칸바라군
- 기타칸바라군